# 亚洲数学杂志
亚洲数学杂志（Asian Journal of Mathematics）又名亚洲数学期刊，是一本科学期刊，學者的論文需要經同行評審後才能在上面發表，這份期刊內的論文主要與数学以及应用数学有關。它由国际出版社（International Press）負責出版。亚洲数学杂志创刊于1997年，每年出版四期。丘成桐以及陈汉夫曾經擔任該期刊的主編。朱熹平与曹怀东破解庞加莱猜想的论文曾經於2006年發表在這份期刊上。